# Franco Modugno
Franco Modugno (Roma, 3 maggio 1938) è un giurista italiano, professore emerito di diritto costituzionale presso l'Università di Roma "La Sapienza", dal 21 dicembre 2015 giudice della Corte costituzionale e dal 12 dicembre 2023 vicepresidente della stessa fino al termine del mandato da giudice.

## Biografia
Allievo principalmente di Vezio Crisafulli, oltre che di Carlo Esposito, Massimo Severo Giannini, Emilio Betti, Ugo Spirito e Angelo Ermanno Cammarata, è uno dei più importanti giuristi italiani viventi.
Si è laureato in Giurisprudenza nel 1961 presso l'Università di Roma "La Sapienza" discutendo una tesi su "La teoria kelseniana della indistinzione dei poteri", relatore Massimo Severo Giannini e correlatore Emilio Betti.
Libero docente di diritto costituzionale nel 1967, nello stesso anno è stato chiamato ad insegnare Diritto costituzionale nella Facoltà di Giurisprudenza dell'Università di Teramo.
Dal 1972 al 1975 è stato Professore straordinario di Diritto costituzionale, dapprima nella Facoltà di Giurisprudenza dell'Università di Macerata (1972-1973), poi nella Facoltà di Giurisprudenza dell'Università di Salerno (1973-1975) dove, nel 1974, è stato Preside.
Nel 1975 è stato chiamato, in qualità di Professore ordinario, presso la Facoltà di Scienze politiche dell'Università la Sapienza, dove ha insegnato Istituzioni di diritto pubblico fino al 1984. In seguito è passato alla Facoltà di Giurisprudenza dello stesso ateneo, dove è stato Direttore dell'Istituto di Teoria dell'interpretazione ed ha tenuto gli insegnamenti di Diritto costituzionale, giustizia costituzionale (fino al 1992), teoria dell'interpretazione (dal 1992) e filosofia del diritto (dal 2008).
A partire dall'Anno Accademico 1979/1980 ha altresì insegnato presso la LUISS dove, nel tempo, ha tenuto i corsi Diritto costituzionale, Diritto costituzionale comparato, Teoria generale del diritto, Metodologia della scienza giuridica, Giustizia costituzionale e Teoria e tecnica della normazione e interpretazione.
Nel 2011 viene nominato Professore emerito di Diritto costituzionale presso la Facoltà di Giurisprudenza della Sapienza - Università di Roma. Successivamente tiene l’insegnamento di Diritto processuale costituzionale presso l'Università degli Studi "Roma Tre", incarico che ricoprirà sino all'elezione a Giudice costituzionale.
Fa parte dei Comitati di Direzione delle riviste Diritto e Società (Editoriale Scientifica) e Giurisprudenza Costituzionale (Giuffrè) .
È stato tra i soci fondatori dell'Associazione italiana dei costituzionalisti, alla quale è tuttora iscritto.
Il 16 dicembre 2015 viene eletto giudice costituzionale dal Parlamento in seduta comune, con 609 voti su un quorum di 571, su indicazione del Movimento 5 Stelle, al trentaduesimo scrutinio complessivo, insieme ad Augusto Barbera e Giulio Prosperetti, sostenuti rispettivamente dal Partito Democratico e da Area Popolare, a seguito di un accordo politico fra i tre partiti.
Giura nelle mani del Presidente della Repubblica il 21 dicembre 2015. Il 12 dicembre 2023 viene nominato vicepresidente della Corte costituzionale dal neoeletto presidente Augusto Barbera.

## Opere principali
- Diritto pubblico, curatela con Paolo Carnevale, Alfonso Celotto, Carlo Colapietro, Marco Ruotolo, Giovanni Serges e Massimo Siclari, Torino, Giappichelli, 2023, ISBN 978-88-348-2961-5.
- Ragione e ragionevolezza, con Andrea Longo, Napoli, Editoriale scientifica, 2009, ISBN 978-88-6342-087-6.
- Interpretazione giuridica, Padova, CEDAM, 2009, ISBN 978-88-13-28148-9.
- Lineamenti di teoria del diritto oggettivo, Torino, Giappichelli, 2009, ISBN 978-88-348-9458-3.
- Materiali di diritto costituzionale: le fonti primarie, con Alfonso Celotto, Bologna, Zanichelli, 2009, ISBN 978-88-08-06517-9.
- La ragionevolezza nella giustizia costituzionale, Napoli, Editoriale scientifica, 2007, ISBN 978-88-95152-45-5.
- Diritto pubblico generale, Roma-Bari, Editori Laterza, 2002, ISBN 88-420-6773-3.